# شش نرم
شش نرم، روستایی از توابع بخش مرکزی شهرستان دلفان در استان لرستان ایران است.

## جمعیت
این روستا در دهستان نورآباد قرار دارد و براساس سرشماری مرکز آمار ایران در سال ۱۳۸۵، جمعیت آن ۴۴ نفر (۸خانوار) بوده‌است.